# Гоффман, Карл
Карл Гоффманн (нем. Karl Hoffmann; 7 декабря 1823, Штеттин (ныне — Щецин, Польша) — 11 мая 1859, Пунтаренас, Коста-Рика) — немецкий врач и натуралист.

## Биография
Гоффманн учился в Берлинском университете. В 1853 году он вместе с Александром фон Франциусом отправился в Коста-Рику, чтобы собрать экземпляры животных. В 1856 году, во время вторжения под руководством Уильяма Уолкера, он служил врачом в коста-риканской армии. В 1859 году Гоффманн умер в Пунтаренасе от тифа.
В его честь были названы некоторые животные:
- Ленивец Гоффмана (Choloepus hoffmanni);
- Меланерпес Гоффмана (Melanerpes hoffmannii);
- Желтокрылый краснохвостый попугай (Pyrrhura hoffmanni)